# Aliaxandra Herasimenia
Aliaxandra Viktarauna Herasimenia –en bielorruso, Аляксандра Віктараўна Герасіменя– (Minsk, URSS, 31 de diciembre de 1985) es una deportista bielorrusa que compitió en natación, especialista en los estilos libre y espalda. Está casada con el nadador Yauhen Tsurkin.
Participó en tres Juegos Olímpicos de Verano, entre los años 2008 y 2016, obteniendo en total tres medallas, dos de plata en Londres 2012, en 50 m libre y 100 m libre, y bronce en Río de Janeiro 2016, en 50 m libre.
Ganó tres medallas en el Campeonato Mundial de Natación entre los años 2007 y 2017, y una medalla de oro en el Campeonato Mundial de Natación en Piscina Corta de 2012.
Además, obtuvo cinco medallas en el Campeonato Europeo de Natación entre los años 2002 y 2010, y once medallas en el Campeonato Europeo de Natación en Piscina Corta entre los años 2002 y 2015.
Durante las protestas en Bielorrusia de 2020-2021, fue responsable de Juventud y Deportes de la Gestión Nacional Anticrisis, un gobierno en la sombra creado por el Consejo de Coordinación de Bielorrusia para la transferencia pacífica del poder tras las elecciones presidenciales de Bielorrusia de 2020.

## Palmarés internacional
| Juegos Olímpicos                    | Juegos Olímpicos        | Juegos Olímpicos  | Juegos Olímpicos       |
| Año                                 | Lugar                   | Medalla           | Prueba                 |
| ----------------------------------- | ----------------------- | ----------------- | ---------------------- |
| 2012                                | Londres (Reino Unido)   | Medalla de plata  | 50 m libre             |
| 2012                                | Londres (Reino Unido)   | Medalla de plata  | 100 m libre            |
| 2016                                | Río de Janeiro (Brasil) | Medalla de bronce | 50 m libre             |
| Campeonato Mundial                  |                         |                   |                        |
| Año                                 | Lugar                   | Medalla           | Prueba                 |
| 2007                                | Melbourne (Australia)   | Medalla de plata  | 50 m espalda           |
| 2011                                | Shanghái (China)        | Medalla de oro    | 100 m libre            |
| 2017                                | Budapest (Hungría)      | Medalla de bronce | 50 m espalda           |
| Campeonato Mundial en Piscina Corta |                         |                   |                        |
| Año                                 | Lugar                   | Medalla           | Prueba                 |
| 2012                                | Estambul (Turquía)      | Medalla de oro    | 50 m libre             |
| Campeonato Europeo                  |                         |                   |                        |
| Año                                 | Lugar                   | Medalla           | Prueba                 |
| 2002                                | Berlín (Alemania)       | Medalla de bronce | 50 m libre             |
| 2002                                | Berlín (Alemania)       | Medalla de bronce | 50 m espalda           |
| 2006                                | Budapest (Hungría)      | Medalla de plata  | 50 m espalda           |
| 2010                                | Budapest (Hungría)      | Medalla de oro    | 50 m espalda           |
| 2010                                | Budapest (Hungría)      | Medalla de plata  | 100 m libre            |
| Campeonato Europeo en Piscina Corta |                         |                   |                        |
| Año                                 | Lugar                   | Medalla           | Prueba                 |
| 2002                                | Riesa (Alemania)        | Medalla de plata  | 50 m libre             |
| 2002                                | Riesa (Alemania)        | Medalla de plata  | 4 × 50 m libre         |
| 2005                                | Trieste (Italia)        | Medalla de bronce | 50 m espalda           |
| 2009                                | Estambul (Turquía)      | Medalla de plata  | 50 m espalda           |
| 2009                                | Estambul (Turquía)      | Medalla de bronce | 100 m espalda          |
| 2012                                | Chartres (Francia)      | Medalla de oro    | 50 m libre             |
| 2012                                | Chartres (Francia)      | Medalla de plata  | 50 m mariposa          |
| 2012                                | Chartres (Francia)      | Medalla de bronce | 4 × 50 m libre         |
| 2013                                | Herning (Dinamarca)     | Medalla de bronce | 50 m libre             |
| 2013                                | Herning (Dinamarca)     | Medalla de bronce | 100 m libre            |
| 2015                                | Netanya (Israel)        | Medalla de bronce | 4 × 50 m estilos mixto |